# Goliathhaus

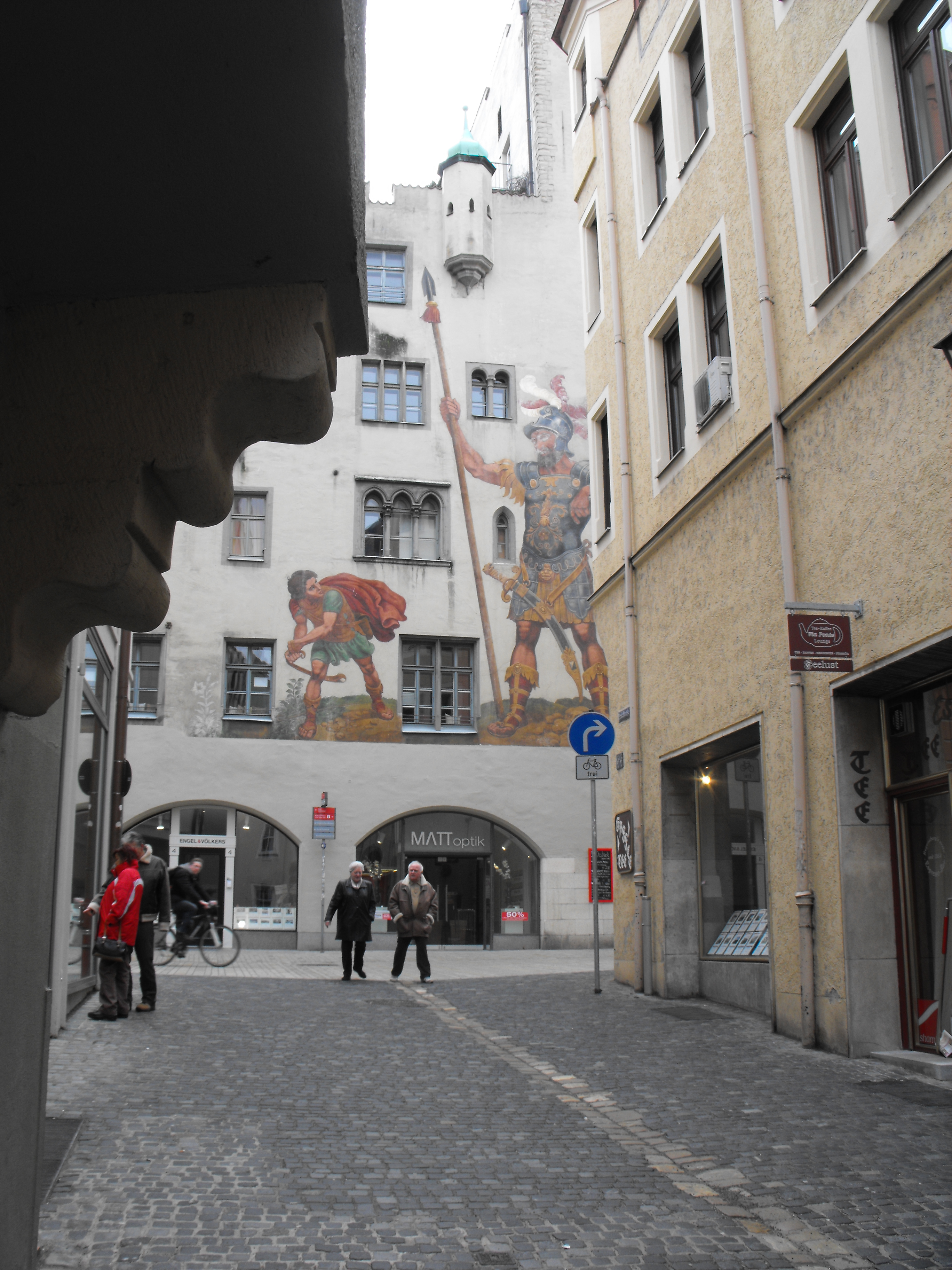
Blick von der Brückstraße auf das Goliathhaus (2009)

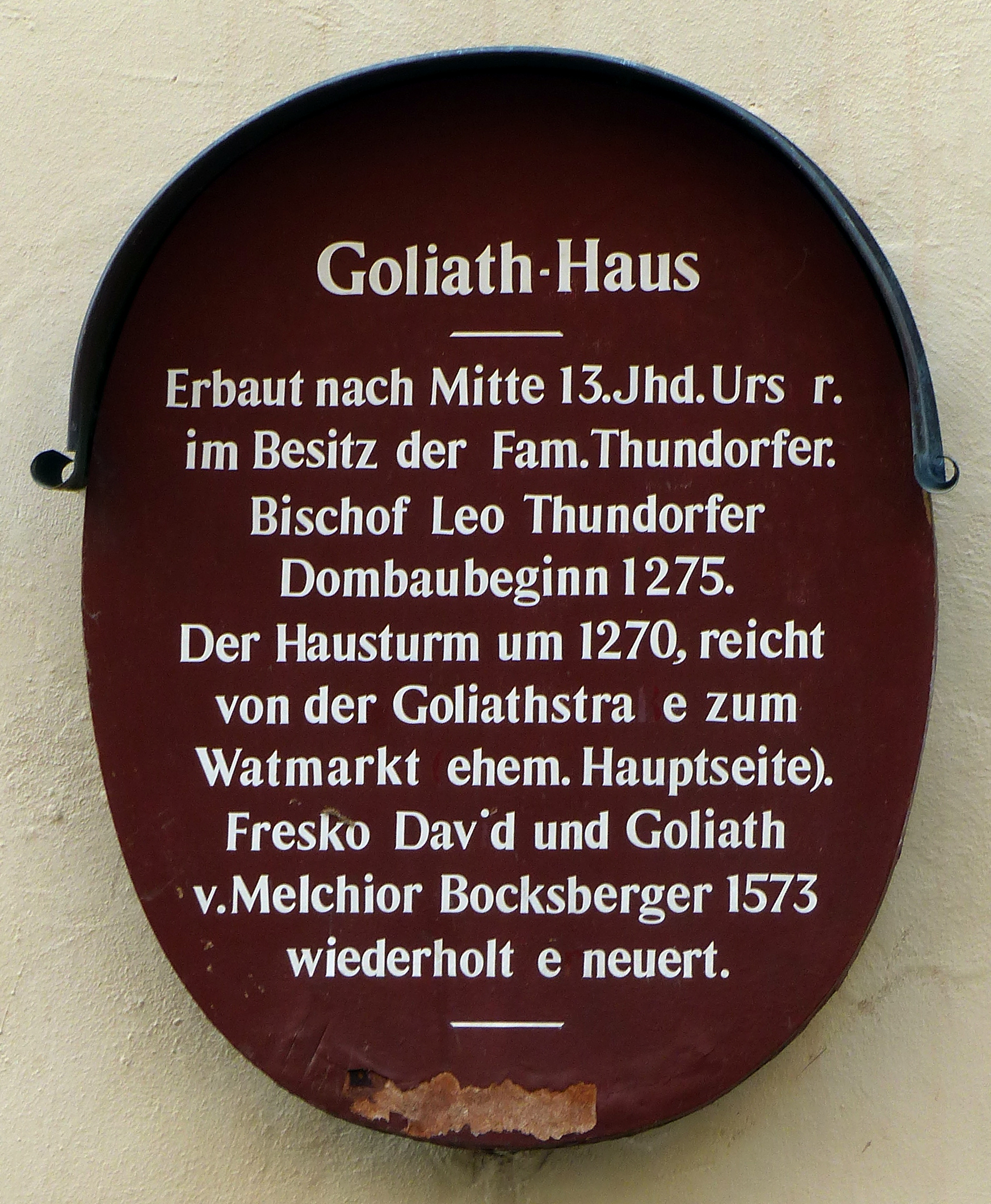
Hinweistafel am Goliathhaus

Das Goliathhaus ist eine imposante, zinnengekrönte, frühgotische, ehemalige Hausburg aus der Zeit 1220/30 in der Altstadt von Regensburg. Das Haus liegt in Nord-Süd-Richtung zwischen den Straßen Goliathstraße im Norden und Watmarkt im Süden. Die Nordfassade ist die weithin bekannte Schaufront des Goliathhauses und zeigt ein seit 1573 mehrfach erneuertes Gemälde des Kampfes zwischen David und Goliath in der letzten Fassung des Malers Franz Rinner von 1900. Die einstige Vorderseite des Goliathhauses ist die zum Watmarkt hin orientierte Südfront, die wegen des ansteigenden Geländes ein Stockwerk weniger besitzt. Dementsprechend nennen alte Hausbriefe das Gebäude immer „Haus am Watmarkt“. Der Hausturm im Westen nimmt die ganze Tiefe der Hausanlage ein. An den Turm nach Osten hin schließt sich der Wohnbau des Goliathhauses an, der bis zum Ende des 18. Jahrhunderts eine bauliche Einheit mit dem benachbarten Steuerschen Haus bildete. Beide Hausburgen wurden von den als Erbauern vermuteten Regensburger Patriziergeschlechtern auf den Fundamenten der nördlichen Römermauer des Legionslagers Castra Regina erbaut. Das Goliathhaus bietet seine eindrucksvolle nördliche Schaufront mit dem Goliath-Gemälde all den Besuchern, die über die Steinerne Brücke kommen und die stadteinwärts leicht ansteigende Brückstraße nutzen, um die Innenstadt zu erreichen.

## Geschichte des Hauses, der Eigentümer und des Goliath-Gemäldes

### Hausname und Entstehung des Goliath-Gemäldes

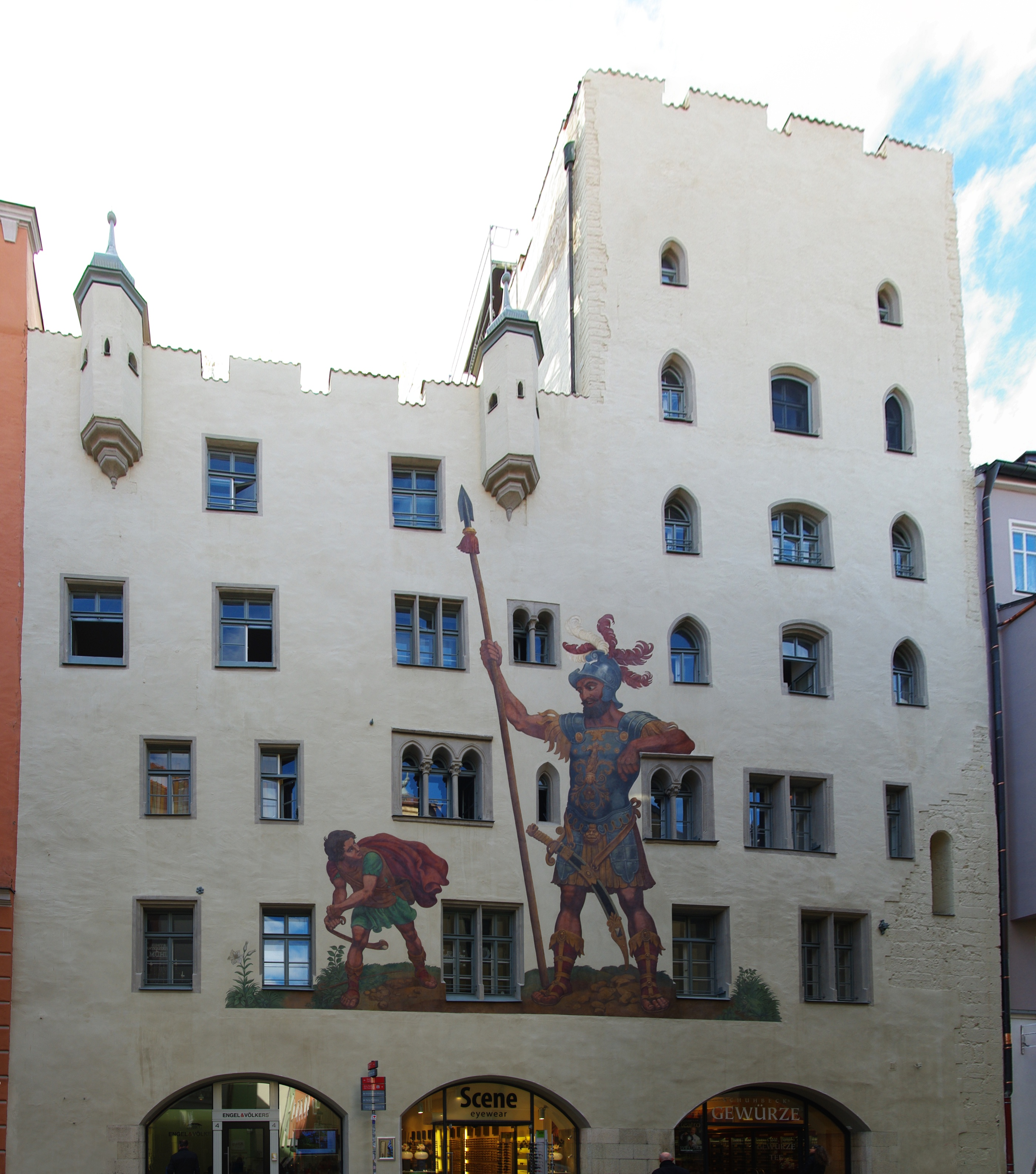
Goliathhaus Nordfassade mit Turm und Goliath-Fresko (2012)

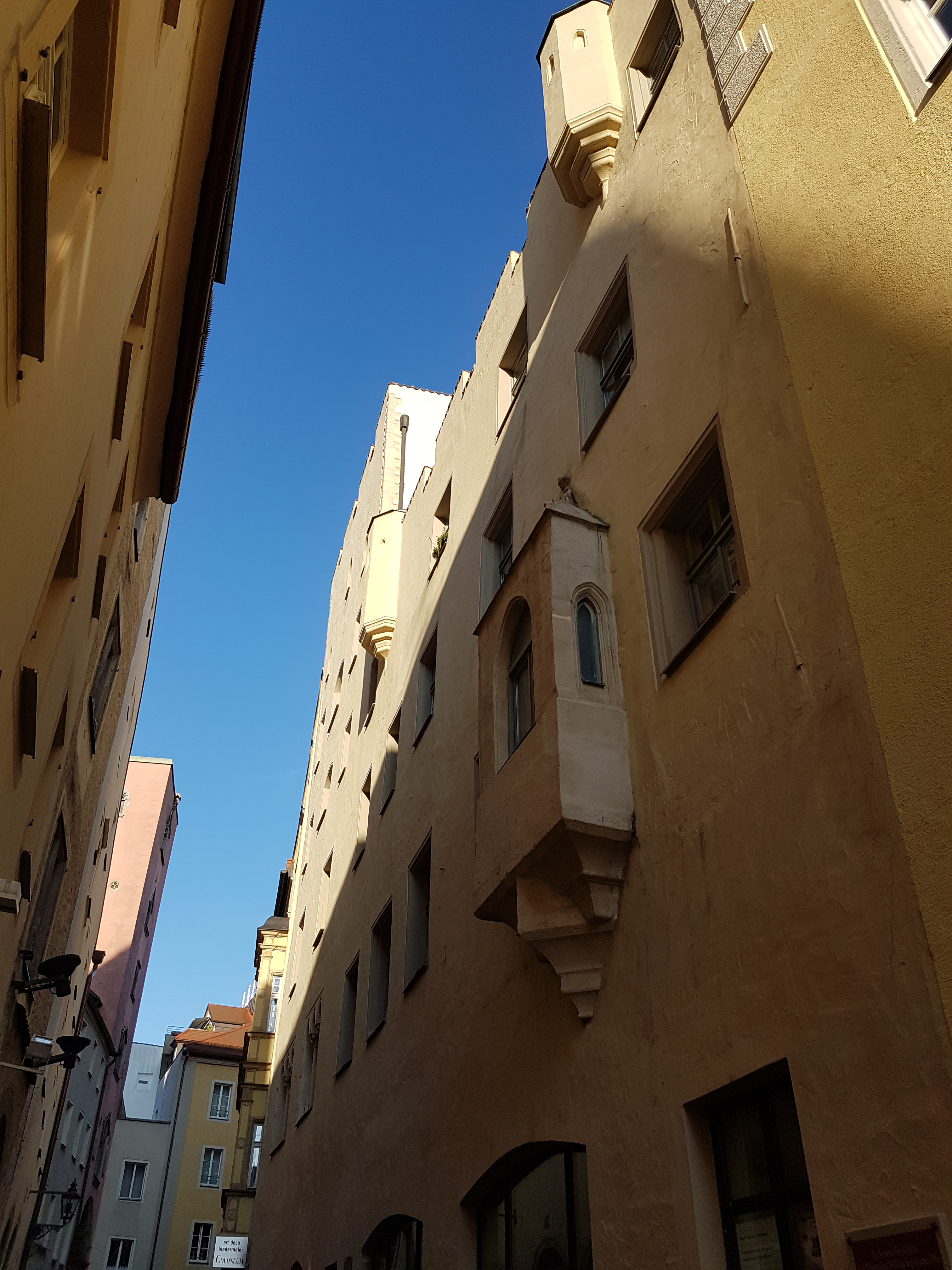
Goliathhaus Südfassade (Am Watmarkt) mit Erker (2019)

Der Name des Hauses stammt vermutlich aus dem 12. Jahrhundert und bezeichnete einen Vorgängerbau, der als Herberge von Vaganten, der sogenannten Goliarden diente. Diese Herberge könnte schon damals Golias oder Goliathhaus genannt worden sein, ein Name, der dann nach dem Bau der Hausburg um 1260 auf das neue Haus übertragen wurde. Ein monumentales Wandgemälde in der heutigen Art, ist wahrscheinlich erstmals um 1573 / 74 oder 1585 /87 entstanden, als der Maler Melchior Bocksberger in Regensburg anwesend war, um in der Stadt die Fassaden des Rathauses und einiger weiterer Häuser mit Fassadenmalereien zu versehen. Da das originale Goliathbild von Bocksberger infolge mehrerer späterer radikaler Erneuerungen vollständig verloren gegangen ist, muss die bei der ersten überlieferten Restaurierung 1683 entstandene Fassadenansicht, die von einem unbekannten Künstler als aquarellierte Federzeichnung im Museum erhalten ist, als Quelle für die ursprüngliche Bildkomposition herhalten. Die Szene David gegen Goliath war also nicht der Namensgeber für das Gebäude. Es gibt zahlreiche Sagen zur Bedeutung des Bildes. So könnte im Gemälde Goliath einen hochmütigen Großkaufmann symbolisieren, der vom redlichen Kaufmann (= David) besiegt wird, oder Goliath könnte für das großmächtige Herzogtum Bayern stehen, das die kleine Stadt Regensburg bedrängt.

### Das Gebäude
Das frühgotische Gebäude zeigt an der Nordfront Eckverquaderung des Turmes, gotische zwei- und dreiteilige Fensterarkaden und mehrere Rundbogenpförtchen in den Obergeschossen. Aus der nördlichen Stirnmauer östlich des Turmes springen getragen von Konsolen zwei polygonale Erkertürmchen heraus, die aus der Zeit eines Umbaus von 1570 stammen und mit Zwiebelhauben des 18. Jahrhunderts gedeckt sind. Auch an der Südfassade des Gebäudes, der einstigen Vorderseite des Hauses (Watmarkt Nr. 5), gibt es zwei polygonale Erkertürmchen. Außerdem ragt hier im östlichen Wohnbereich über einem Konsolenfuß ein aus Werksteinen gebildeter Kastenerker heraus. Dieser Erker, der aus der Zeit um 1300 stammt, wurde als Vermauerung einer ehemals offenen Loggia erbaut, die auf diese Weise offenbar schon früh geschlossen wurde.

### Die Eigentümer

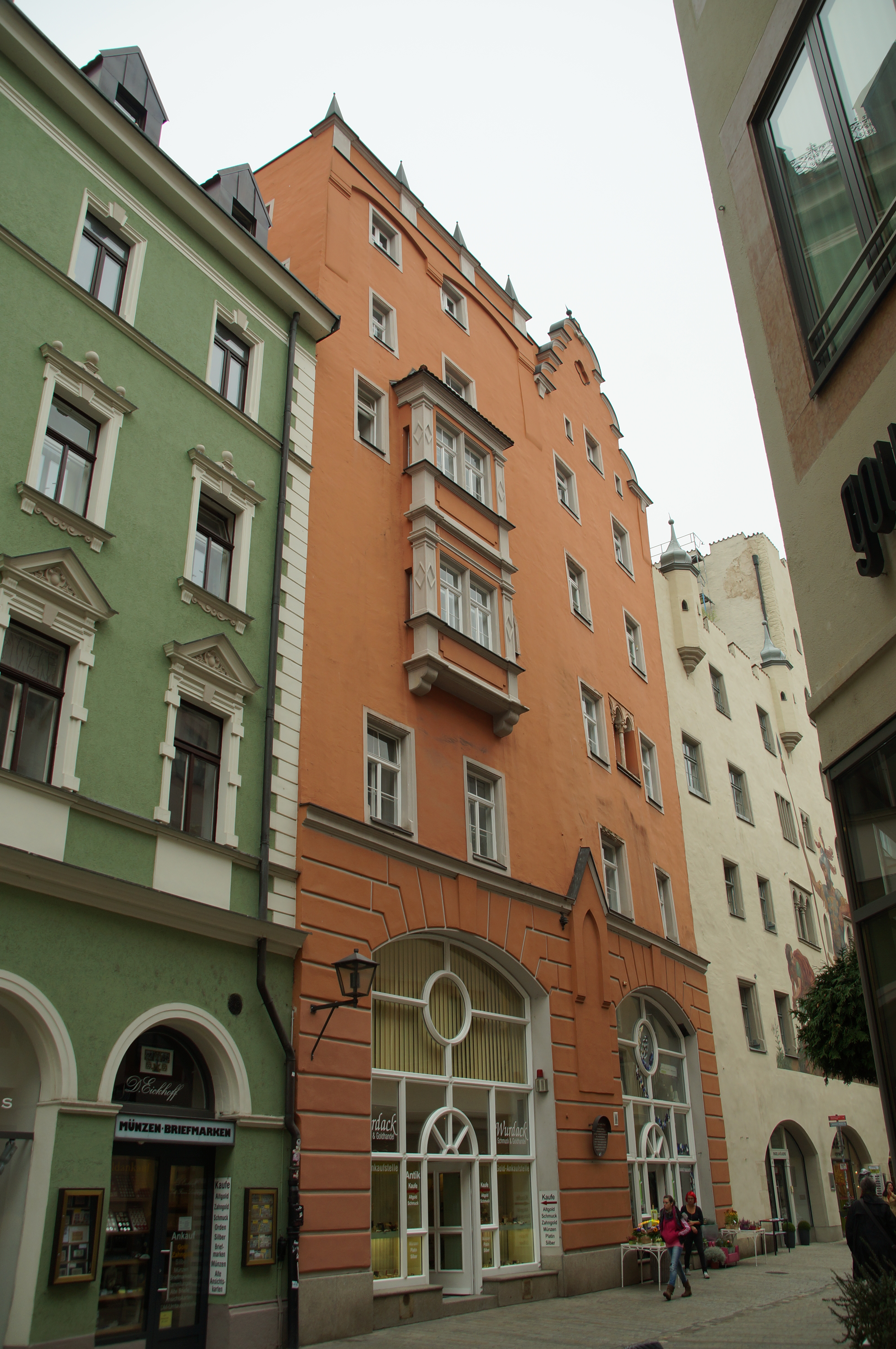
Steuersches Haus, baulich vereint mit Goliathhaus

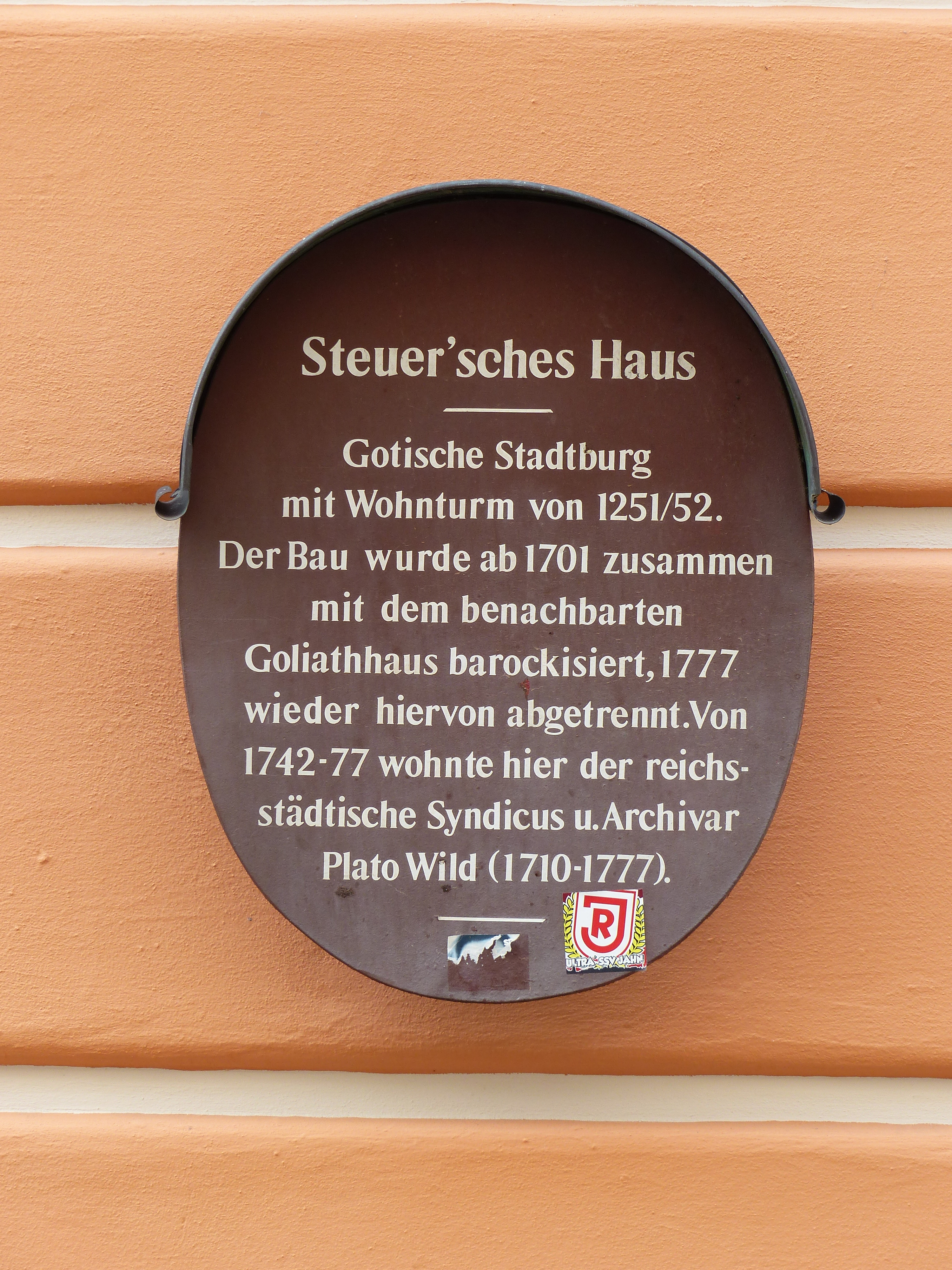
Infotafel Steuersches Haus / Goliathhaus

Das Goliathhaus war seit 1290 Stammsitz der Patrizierfamilie Thundorfer, deren Angehöriger, Bischof Leo Thundorfer (1262–1277) beim Bau des Regensburger Doms eine Rolle spielte. Um 1290 ist Hermann Thundorfer und von 1302 bis 1314 Ulrich Thundorfer als Eigentümer nachweisbar. Den Thundorfern folgten die Dollinger und für 1364 ist die Familie Maller beurkundet.
1521–1546 ist Martin Tucher, als Eigentümer des Hauses bekannt. Er war  Mitglied einer berühmten Nürnberger Adelsfamilie, nach der im Regensburger Stadtteil Kasernenviertel eine Straße benannt ist. Er ließ seine 1521 verstorbene Ehefrau Margareta in der Kirche St. Ulrich begraben und dort ein kostbares Epitaph errichten, das später in den Regensburger Dom transferiert wurde.
Im März 1573 erwarb der Bürger Wolf Naufletzer das Haus vom Ratsherren Wolf Eckenthaler. Dabei taucht erstmals der Hausname „zum Goliath“ urkundlich auf, so dass beide als Auftraggeber für das in dieser Zeit durch Bocksberger entstandene Goliathfresko in Frage kommen. Naufletzer und seine Nachfahren hatten das Haus bis 1638 in Besitz und waren am Erhalt des alten Freskogemäldes interessiert. Interessiert waren auch zwei weitere Eigentümer, der Stadtkonsulent Wolfgang Heckner (ab 1683) und der Hansgerichtsassessor Friedrich Reinhard (ab 1722). Beide ließen das Fresko restaurieren. Reinhard ließ zusätzlich auch sehr umfangreiche Sanierungsmaßnahmen im Innern des Gebäudes, an der Fassade und wohl auch am Fresko durchführen. Aus den Jahren 1683 und 1723 stammen zwei Gesamtansichten der Nordfassade des Hauses beide mit dem jeweiligen Goliath-Fresko, die als aquarellierte Federzeichnungen unbekannter Künstler im Museum Regensburg erhalten sind. Dem Eigentümer Reinhard folgte als Eigentümer der 1710 in Regensburg geborene Stadtsyndicus und Stadtarchivar Georg Gottlieb Plato-Wild, den man als den Vater der Regensburger Geschichtsschreibung bezeichnet. Er heiratete 1741 eine Tochter aus der Familie Reinhard, die das dem Goliathhaus östlich benachbarte, nach dem Besitzer (1390) genannte Steuersche Haus bewohnte. Dieses Haus bildete eine bauliche Einheit mit dem Goliathhaus, so dass nach der Heirat von Plato-Wild beide Häuser im Besitz der Familie Plato-Wild waren. Plato-Wild starb 1777 und das vereinigte Haus wurde unter seinen Erben – dem Sohn und dem Schwiegersohn – wieder aufgeteilt. Der Schwiegersohn erhielt das eigentliche Goliathhaus (heute Watmarkt 5, F20) und der Sohn erhielt das östliche Nebenhaus, das Steuersche Haus (heute Watmarkt 7, F19), für das im Jahr 1822 der Zinngießer Wiedamann als Besitzer nachweisbar ist. Das Steuersche Haus, in dem nach dem 2. Weltkrieg Oskar Schindler kurzzeitig gewohnt hat, wurde 1988/91 saniert, wobei sich zeigte, dass es im Inneren unverändert erhalten geblieben war.

## Goliathhaus und Goliath-Gemälde im 19. Jahrhundert bis 1927

### Das Goliath-Gemälde von Kranzberger (1840)
Als 1840 die Fassade des Goliathhauses neu verputzt werden musste beantragte der damalige Hausbesitzer, der Bäckermeister Johann Paul, auch die Renovierung des Goliath-Freskos auf Kosten der Stadt Regensburg. Weil die Finanzierung schwierig war, erboten sich die Regensburger Maler Hans Kranzberger und Joseph Zacharias als Zeichen einer patriotischen Ehrenpflicht, den Goliath ohne Entgelt und Honorar neu al fresco zu malen, bzw. die benötigten Farben zur Verfügung zu stellen. Die königliche Kunstverwaltung in München trug alle weiteren Nebenkosten, gab ihre Zustimmung aber unter der strengen Auflage, sich keine künstlerischen Freiheiten zu erlauben und die alte Darstellung ohne Abänderungen zu erhalten. Kranzberger hielt sich an die Vorgaben, erlaubte sich aber eine kleine Ergänzung, die noch heute Bestand hat: am Boden platzierte er einen Laubfrosch mit Schnurrbart und Sporen, als Hinweis auf den schrulligen Freiherrn von Quentel, der täglich im grünen Frack und mit großen Sporen am Goliathhaus vorbei geritten sein soll. Die im September 1841 abgeschlossene Wiederherstellung des Bildes erhielt viel Beifall von der Bevölkerung, jedoch war bereits 1869 eine Neufassung des verwitterten Bildes nötig.

### Das Goliath-Gemälde von Weinmayer (1869)

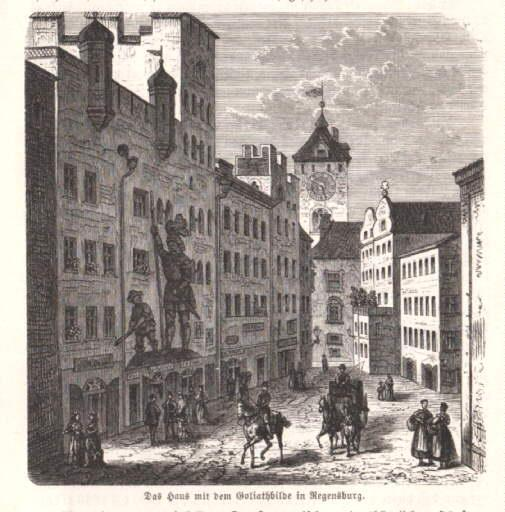
Holzstich Goliathaus
um 1878

Die Wahl eines Malers fiel auf Leopold Weinmayer, der bereits in St. Emmeram und St. Kassian gearbeitet hatte. Seine Entwürfe stießen aber auf große Bedenken und erregten Zweifel an seinen Fähigkeiten. Außerdem wurde zwingend darauf bestanden, am alten historischen Vorbild festzuhalten. Im Laufe von vielen Wochen entschloss man sich im November 1869 eine bloße Restaurierung bei Weinmayer in Auftrag zu geben. Im Juli 1870 wurde der Auftrag vergeben und vier Wochen später war das Wandbild vollendet, konnte aber nicht überzeugen. Es hatte sich als schwierig erwiesen, nicht nur den Oberkörper von Goliath, sondern auch noch seinen linken Arm zwischen zwei Fenstern zu platzieren, zumal noch ein neues Fenster zur Rechten von Goliath hinzugekommen war. Das Fresko von Weinmayer war noch weniger haltbar als sein Vorläufer.

### Das Goliath-Gemälde von Dendl (1884)

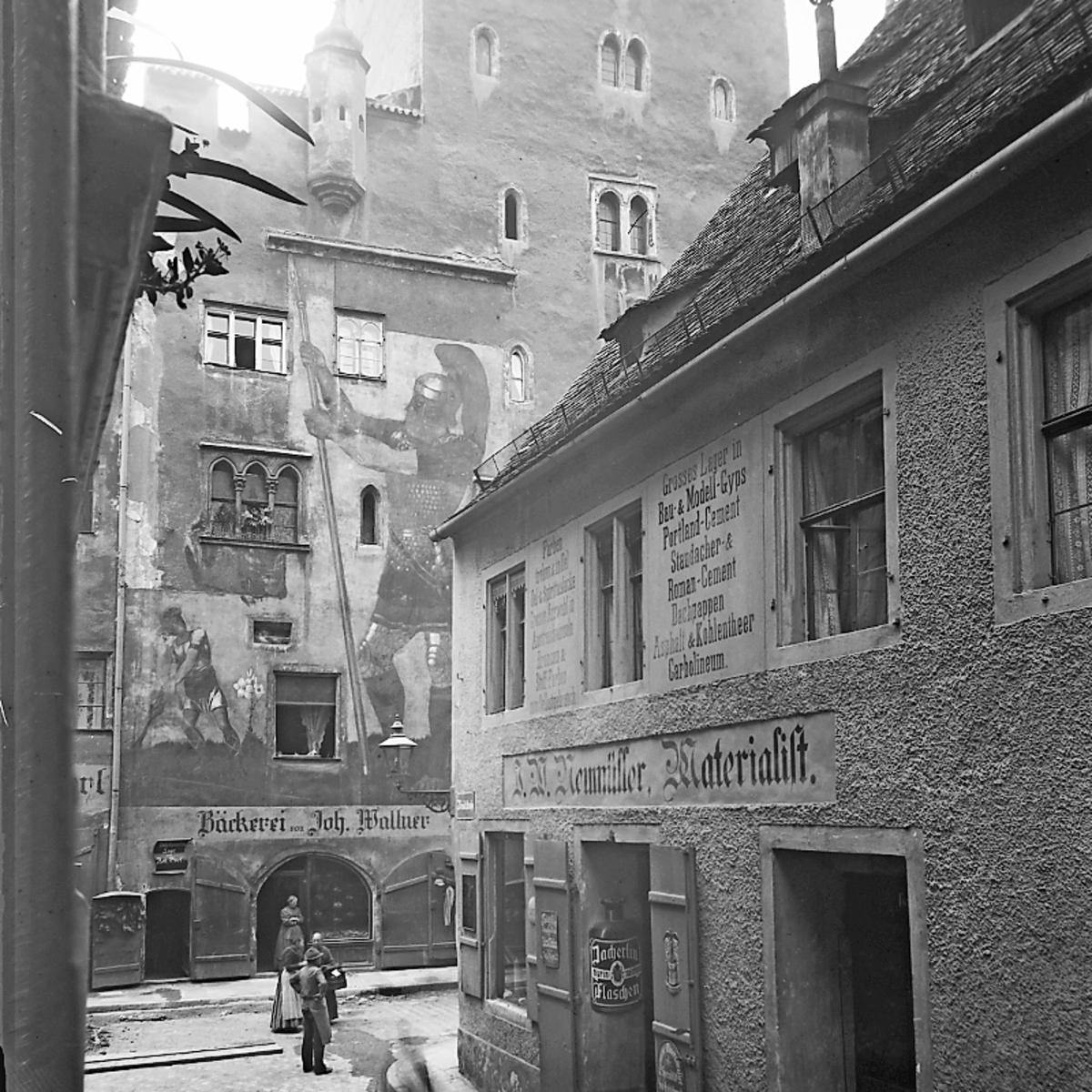
Goliathhaus Zustand 1895 mit Dendl-Fresko

Als sich 1882 der neue Eigentümer des Goliathhauses, der Bäckermeister Wallner weigerte, die Kosten einer Restaurierung bei einer geplanten Fassadensanierung allein zu tragen und auch die Gemeindebevollmächtigten gegen eine Neufassung votierten, war die Zukunft des Wandbildes ernsthaft gefährdet. In dieser Situation bot sich der Maler Heinrich Georg Dendl dem Magistrat in Regensburg als ein Kenner der neuartigen Mineralmalerei nach der Technik von Adolf Wilhelm Keim an. Er überzeugte die Gemeindebevollmächtigten von der Möglichkeit, mit dieser Technik witterungsstabile Wandmalereien schaffen zu können. Im Sommer 1884 erhielt Dendl den Auftrag, das Goliath-Bild gemäß der Skizzen seines Vorgängers zu erneuern. Dendl aber folgte einem eigenen Entwurf und das künstlerische Ergebnis seiner Arbeit konnte in Regensburg niemanden überzeugen, weil Goliath, ausgestattet mit einem viel zu buschigen Legionärshelm, seine Lanze umklammerte wie ein ungelenker Gondoliere sein Ruder. Die Kritik am neuen Gemälde geriet aber bald in den Hintergrund, denn für die Goliathstraße begann eine Phase, in der sich an der gesamten Straße mit ihrer historischen Bebauung ein Konflikt zur Pflege von Stadtbild und Denkmalbestand entzündete.

### Angedrohter Abbruch des Goliathhauses und Entkernung

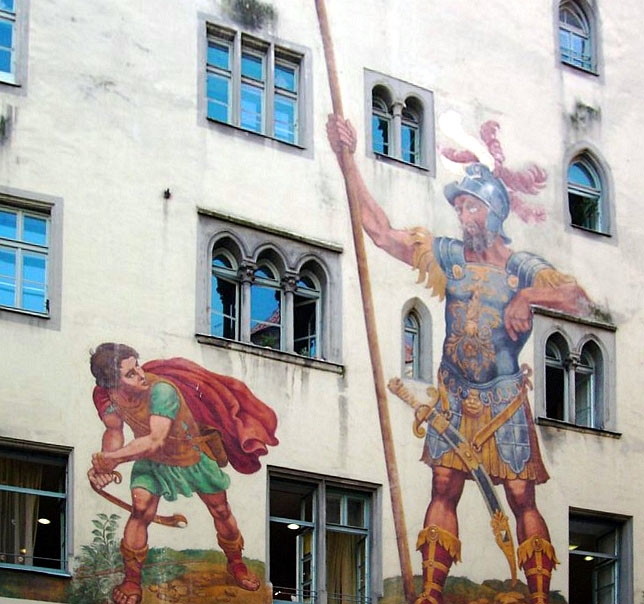
2006

Die Kritik am Goliath-Gemälde des Malers Dendl wurde durch eine Diskussion übertönt, in der wirtschaftliche Interessen und Verkehrsplanung in Konflikt kamen mit der Pflege von Stadtbild und Denkmalbestand. Nach dem Neubau des Regensburg Hauptbahnhofs und dem Anschluss von Regensburg an das Eisenbahnnetz im Jahr 1859 erhoffte und erwartete der Magistrat eine Steigerung des Verkehrsflusses in der Innenstadt. Zu dieser Zeit begann auch der Abbruch der Stadtmauern und es mussten neue Straßenverläufe geplant wurden. Teil der Planungen war auch die Engstelle An der Obs, wo der Krauterer Markt mit einer scharfen, rechtwinkligen Kurve in die östliche Goliathstraße einbog, und auch die wohl verkehrsreichsten Stelle in Regensburg in der Goliathstraße an der Einmündung der Brückstraße gegenüber dem Goliathhaus. Dort traf der aus Stadtamhof kommende Nord-Süd-Verkehr auf den starken Ost-West-Verkehr in der Goliathstraße, die als Verbindung diente zwischen Hafen, Domplatz, Rathaus und Arnulfsplatz. Der Magistrat wollte diesen Engpass durch bauliche Maßnahmen entschärfen. Ein erster Schritt erfolgte 1887, als einige in die Goliathstraße südlich hinein ragende Teile von Gebäuden östlich des Goliathhauses auf Abbruch aufgekauft und beseitigt wurden. Maßgebend war nun ein Baulinienplan der sich an der Bauflucht der Nordfassade des Goliathhauses orientierte. Das ermöglichte eine Straßenbreite von 7 m, was als ausreichend erschien, zumal der Stadtbaurat Adolf Schmetzer beabsichtigte, im Zuge des geplanten Baus der Straßenbahn die Goliathstraße auf ihrer nördlichen Seite zu erweitern. Im Verlauf der Planungen eskalierte die Lage, als im Juli 1896 zum Entsetzen großer Teile der Bevölkerung der Besitzer des Goliathhauses – Bäckermeister Johann Wallner – überraschend ankündigte, dass er das Goliathhaus abbrechen und durch einen Neubau ersetzen lassen wollte. Zusätzlich teilte er mit, dass die geplanten sechs neuen Geschäftsläden schon vermietet seien. Die Mitteilung hatte ein enormes Presseecho zur Folge und führte zu einer scharfen Kontroverse zwischen den national-liberalen Gegnern, die den "Alterthumswert des ehrwürdigen Gebäudes" betonten und das Gebäude nicht den "modernen Verkehrs–Fexen" opfern wollten und den Befürwortern der Abbruchpläne, die Licht und Luft in die schmalen Gassen bringen wollten. Der Magistrat geriet unter Druck, drohte dem Eigentümer mit für ihn nachteiligen Änderungen der Baulinien und bot ihm 10.000 Mark für den Erhalt der Fassade. Der Bäckermeister nahm das Angebot sofort an und verpflichtete sich und eventuelle Rechtsnachfolger, die Fassaden für mindestens 20 Jahre nicht zu verändern. Stadtbaurat Schmetzer verfolgte seine Pläne zur Aufweitung der Goliathstraße auf 9 m Breite weiter, jedoch respektierten die dann 1902 von der Regierung der Oberpfalz festgelegten Baulinien den historischen Baubestand der Fassaden in der Goliathstraße weitgehend. Der Kampf um die – zumindest äußere – Erhaltung des Goliathhauses hatte sich gelohnt. Das galt aber nicht für das Innere des Goliathhauses, denn schon 1897 beauftragte der Bäckermeister Wallner den Architekten Joseph Koch mit der totalen Entkernung des Goliathhauses, die euphorisch als Innensanierung bezeichnet wurde. Der engagierte Einsatz des jungen Architekten bei seinem ersten Auftrag in Regensburg hatte zur Folge, dass er beim Magistrat auch das Wandbild der Nordfassade des Goliathhauses in Erinnerung brachte. Er äußerte sich dahingehend, dass man angesichts der nun beschlossenen Erhaltung der Nordfassade das Goliath–Fresko, dieses vornehmste Wahrzeichen der Stadt, nicht in dem vom Maler Dendl geschaffenen Zustand belassen könne, denn das Gemälde habe mit der ursprünglichen Darstellung nichts mehr zu tun.

### Das Goliath-Gemälde des Franz Rinner (1900–1927)
Die Anregung des Architekten Joseph Koch, ein neues Goliath-Gemälde in Anlehnung an die ursprüngliche Bocksberger-Fassung zu schaffen, fand die Zustimmung des Magistrats und die königlich Bayerische Regierung übernahm die Finanzierung. Der Magistrat beauftragte den damals fähigsten Regensburger Maler Josef Altmeier, einen Entwurf zu erstellen. Mit dem Ergebnis waren alle Beteiligten und auch der Hauseigentümer einverstanden, der zusätzlich erklärte, dass er und seine Besitznachfolger das Bildnis erhalten würden. Zu einem Eklat kam es dann doch noch, als im Dezember auf Veranlassung des bayerischen Denkmal-Generalkonservators 1898 auch ein Entwurf des Münchener Malers Franz Rinner vorgelegt wurde. Im Mai 1899 folgte dem ersten Entwurf noch ein überarbeiteter Entwurf, der dann selbst bei den Regensburger Lokalpatrioten auf Zustimmung stieß. Der Entwurf des Malers Rinner besticht noch heute dadurch, dass sich der dargestellte Goliath die von der Architektur vorgegebenen Fensterrahmen zunutze macht, um sich an ihnen durch das Auflagern des linken Arms und das Abstützen des linken Fußes so darzustellen, dass der Erscheinung seines Körpers, der auf diese Weise zwischen zwei Fenstern gut Platz findet, etwas unverschämt Breitspuriges verliehen wird, im Gegensatz zur schneidigen Kampfeshaltung des David. Die Begutachter urteilten: Rinner habe "aus der Not eine Tugend gemacht, um den Platzproblemen zu entgehen." So kam es, dass ein inzwischen vergessener Maler dem Regensburger Wahrzeichen seine bis heute gültige Gestalt verliehen hat und dabei sogar den von seinem Vorgänger Kranzberger eingeführten Frosch (ohne Sporen und Schnurrbart) übernommen hat.

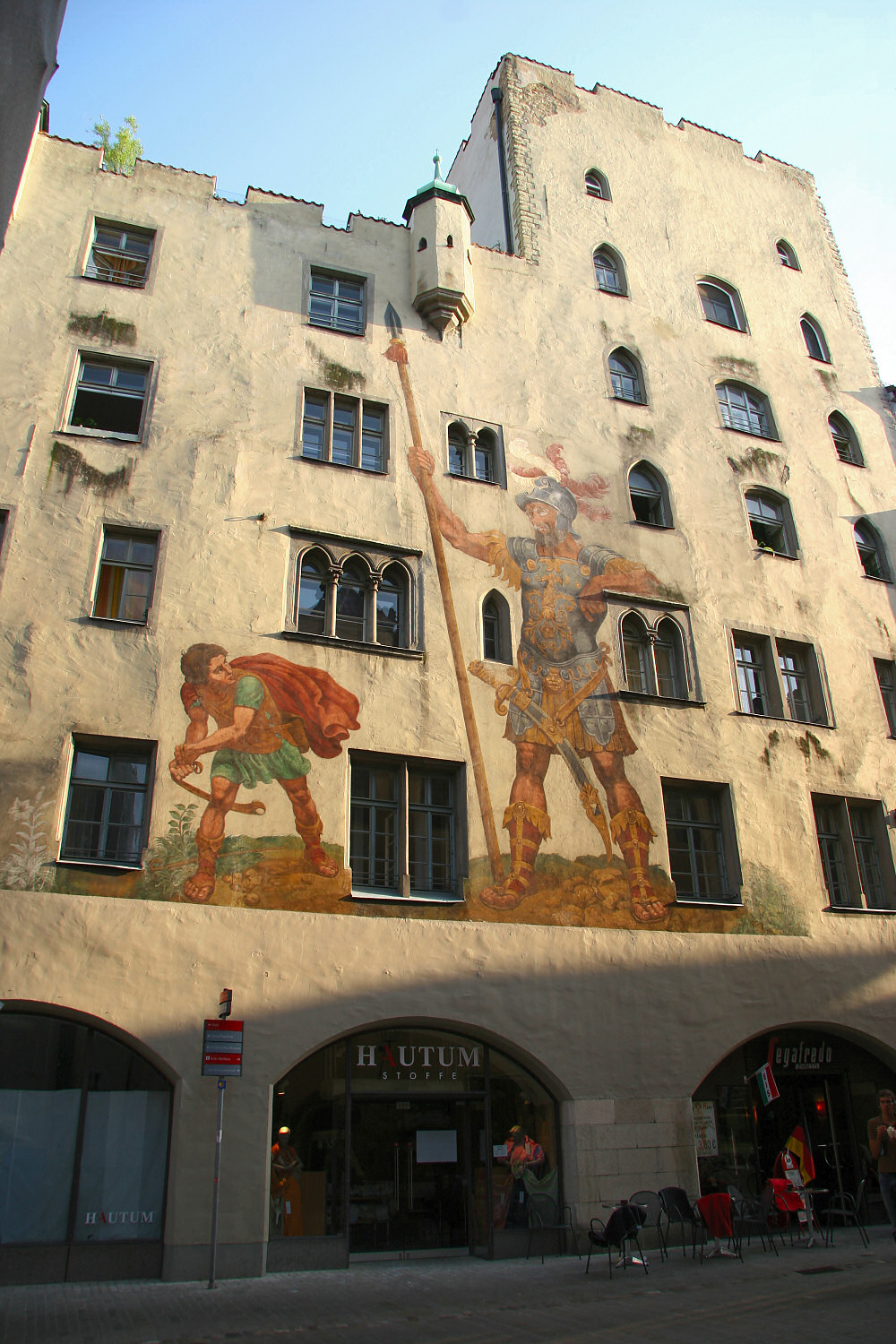
Zustand 2006
vor Restaurierung

Leider wies das Fresko bereits 5 Jahre später durch Putzablösungen verursachte Fehlstellen auf. Ein 1906 vom Dekorationsmaler Karl Throll vorgelegtes Konzept zur Restaurierung wurde nicht verwirklicht. In der Folge kam es über die Art der Restaurierung und über die Finanzierung zu langwierigen Streitereien zwischen dem Magistrat und der bayerischen Regierung, die sich über den 1. Weltkrieg hinaus erstreckten. Erst nach einem Wechsel des Hauseigentümers erhielt 20 Jahre später Karl Throll 1927 doch noch den Restaurierungsauftrag und führte ihn aus.

## Das Goliathhaus im 20.Jahrhundert
Das Goliathhaus und das Goliath-Gemälde überstanden den Zweiten Weltkrieg ohne größere Schäden.
1956 kam es nach einem Wechsel des Hauseigentümers zu Auseinandersetzungen mit dem Regensburger Kulturdezernenten Walter Boll. Der neue Eigentümer plante, das Haus als Modehaus zu nutzen – über die gesamte Breite des Hauses sollte das Erdgeschoss großflächig verglast werden. Boll intervenierte – seitdem besitzt das Goliathhaus drei Bogenöffnungen im Erdgeschoss.
1972 wurde das Goliath-Fresko in der Rinner-Fassung in Keim-Technik restauriert.

## Nutzung ab 1990
Im Turm des Goliathhauses ist seit 1990 das ehemals von Peter Nüesch gegründete Turmtheater untergebracht, welches 2009 vom Künstlerpaar Martin Hofer und Susanne Senke übernommen wurde. Seit 2019 leitet die Schauspielerin Undine Schneider, gemeinsam mit Martin Hofer, das Turmtheater.
Im Juni 2014 eröffnete der Koch Anton Schmaus sein Restaurant Storstad im Goliathhaus (südliche Seite am Watmarkt), das im November 2014 vom Guide Michelin mit einem Stern ausgezeichnet wurde.